# Съяново
Съяново — деревня в Ступинском районе Московской области в составе Семёновского сельского поселения (до 2006 года входила в Хатунский сельский округ). На 2016 год Съяново фактически, дачный посёлок: при 17 жителях в деревне 3 улицы, переулок и 11 садовых товариществ. Впервые в исторических документах упоминается в 1709 году, названа по фамилии владельцев Съяновых.

## Население
| 2002 | 2006 | 2010 |
| ---- | ---- | ---- |
| 13   | ↘5   | ↗17  |

Съяново расположено в юго-западной части района, на безымянном правом притоке реки Лопасня, высота центра деревни над уровнем моря — 169 м. Ближайшие населённые пункты: Кубасово — в 1 км на запад, Антипино — примерно в 3 км на юго-запад и Хатунь в 2,2 км севернее.